# 王红理
王红理（1967年—），湖南省长沙市望城区人，中国人民解放军海军著名潜艇指挥官、一等功臣，现任中国人民解放军海军装备部部长，海军少将军衔。

## 生平

### 早年
王红理的父亲罗干文是长沙县公安局的一名刑警，王红理随母亲王庆龄的姓。王红理原就读于长沙市望城一中，1985年，王红理考上青岛海军潜艇学院。 

### 潜艇第32支队支队长
2012年之前，王红理已出任南海舰队潜艇第32支队支队长。到2014年，王红理已10多次指挥潜艇圆满完成各种重大演习演训任务，所在部队被总部评为“军事训练一级师”，王红理本人先后被海军表彰为“从严治军先进个人”和“学术研究先进个人”，立三等功1次。

#### 成功处置372艇掉深险情
2014年年初，中国人民解放军海军组织了一次突发的战备，王红理奉命率领基洛级潜艇远征72号（舷号：372）执行战备远航任务，372艇突然遭遇海水密度突变造成的“断崖”，因为海水密度突然变小，失去浮力的潜艇急速向3000多米深的海底掉深，潜艇所受压力急剧增大，主机舱管路破损进水。任务指挥员王红理迅速下达一连串口令，指挥官兵精确完成了几十项操作，3分钟成功指挥潜艇浮出海面，避免了艇毁人亡的悲剧。372艇因为主机舱大量进水失去了动力，王红理动议并带领官兵一起排除设备故障，最后仅靠一台经航电机为潜艇提供动力，挺进大洋，这次战备远航创造了中国人民解放军海军潜艇史上多个首次。凤凰网认为，第二次世界大战之后，各国海军出现过海中断崖失事，自救成功的，可能只有中国人民解放军海军372艇，所以解放军海军宣称为世界潜艇史上的奇迹。
2014年8月27日，中央军委主席习近平签署通令，为92474部队部队长王红理记一等功。2014年9月2日，中央军委给王红理、海军给372潜艇记一等功庆功大会在南海舰队某潜艇支队礼堂举行，中央军委委员、海军司令员吴胜利宣读了中央军委和海军的通令，分别给王红理和372潜艇颁发了奖章证书和奖状。

### 东部战区海军副参谋长
2016年，王红理晋升东部战区海军副参谋长，跻身副军级，并以第23批护航编队指挥员的身份，率部奔赴亚丁湾、索马里海域执行护航任务。
2017年7月31日，王红理晋升海军少将军衔。

### 北部战区海军某基地司令员
2018年，他转赴北部战区海军工作，任某基地司令员一职。

### 东部战区海军副司令员
2019年4月，王红理任东部战区海军副司令员。
据央视新闻报道，2020年4月28日上午，中国海军第35批护航编队从舟山解缆启航，赴亚丁湾、索马里海域接替第34批护航编队执行护航任务。东部战区海军副司令员王红理宣布了启航的命令。
2022年，王红理出任海军装备部部长。

## 家庭和个人生活
- 夫人：张艳[14]

## 相关作品
- 电视剧《深海利剑》（Deepwater Forces），2017年中国军旅片，2016年11月至2017年4月拍摄。由高旻睿、刘璐、王阳、王强领衔主演，2017年7月27日在北京卫视、浙江卫视首播。以潜艇第32支队支队长王红理和372艇全体官兵为主要原型。